# Câu lạc bộ bóng đá Long An B
Câu lạc bộ bóng đá Long An B (tiếng Anh: Long An B Football Club), được biết đến nhiều hơn với tên Trẻ Long An là một câu lạc bộ bóng đá tại Việt Nam, hiện thi đấu tại Giải bóng đá Hạng Ba Quốc gia. Đây là đội dự bị của Long An.